# Core Arboretum
Core Arboretum es un arboretum de 36,57 hectáreas (91 acres) de extensión admistrado por la Universidad de Virginia Occidental, ubicado en Morgantown, EE. UU.. Su código de identificación internacional es WVA.

## Localización
Core Arboretum, Departamento de Biología, Universidad de Virginia Occidental, Monongahela Boulevard, Morgantown, Virginia Occidental 26506 EE. UU.
- Teléfono: (304) 293 3489

Está abierto al público todos los días sin cargo.

## Historia
La historia del arboretum comenzó en 1948, año en el que la universidad adquirió el pedio. El profesor Earl Lemley Core, presidente del departamento de biología, convenció al entonces presidente Irvin Stewart, de que adquiriera el pedio colindante para dedicarlo al estudio de la biología y de la botánica. En 1975 el arboretum fue nombrado en el honor de Earl Core.
Actualmente el arboretum está administrado por el departamento de biología.

## Colecciones
Sus colecciones se componen de árboles y arbustos, de los existentes en Virginia Occidental y consiste en un bosque maduro preservado que se sitúa en una ladera escarpada y en un llano inundable por el río Monongahela. 
Incluye áreas densas enselvadas con 3.5 millas (5.6 kilómetros) de sendas de caminante que lo atraviesan, así como unos 3 acres de árboles plantados con diversas especies.